# Valice
Valice, do roku 1971 Nižné Valice, (maďarsky Alsóvály) je obec v okrese Rimavská Sobota na Slovensku. Obec se nachází na přechodu z Rimavské kotliny (součást většího celku Jihoslovenská kotlina) do severní Revúcké vrchoviny ve Slovenském rudohoří.

## Historie
Valice jsou poprvé písemně zmíněny v roce 1247 jako Wal a byly poddanskou vesnicí Korláthů, kteří zde v roce 1427 vlastnili 16 port. V roce 1828 zde bylo 49 domů a 734 obyvatel, kteří byli zaměstnáni jako rolníci. Do roku 1918 bylo území obce součástí Uherska. Na základě první vídeňské arbitráže bylo území obce v letech 1938 až 1945 součástí Maďarska. Obec Valice vznikla v roce 1971 sloučením obcí Nižné Valice, Vyšné Valice a Gemerské Michalovce. V roce 1990 se pak tato sídla opět osamostatnila. Při sčítání lidu v roce 2011 žilo ve Valicích 333 obyvatel, z toho 225 Maďarů, 68 Slováků a 28 Romů. 12 obyvatel neuvedlo žádné informace o své etnické příslušnosti.

## Pamětihodnosti
- Valický kaštel, bloková původně barokní dvojpodlažná dvojtraktová stavba z druhej polovice 18. století. Stojí uprostřed anglického krajinářského parku. V roku 1843 prošel empírovou úpravou, která mu dala dnešní podobu.[3]